# Lari (zoologia)
I Lari Sharpe, 1891 sono un sottordine di Charadriiformes a cui appartengono gabbiani, stercorari, alche, sterne, becchi a forbice e corrioni. Sono tutti uccelli strettamente legati ad ambienti acquatici, per la maggior parte marini, ma talvolta adattati agli ambienti dell'entroterra. Le dimensioni variano a seconda della famiglia, dai grandi Laridi e Stercoraridi, ai più piccoli Alcidi e Glareolidi. Si nutrono prevalentemente di pesci o di invertebrati acquatici.

## Tassonomia
Secondo recenti ricerche filogenetiche, ai Lari appartengono 4 famiglie:
- Glareolidae: pernici di mare e corrioni (17 spp.)
- Laridae: gabbiani, sterne, becchi a cesoie (102 spp.)
- Stercorariidae: stercorari (7 spp.)
- Alcidae: pulcinelle di mare, urie, gazze di mare e affini (25 spp.)